# Pablo Mastroeni
Pablo Mastroeni (Mendoza, 29 augustus 1976) is een Amerikaans voetbaltrainer en voormalig voetballer die het voor het laatst uitkwam voor Los Angeles Galaxy. Hij werd in maart 2014 aangesteld als trainer van Colorado Rapids.

## Clubcarrière
Miami Fusion selecteerde Mastroeni als dertiende in de tweede ronde van de MLS College Draft 1998. Hij speelde vier seizoenen bij de Fusion, waar hij in zijn tweede jaar basisspeler werd. Nadat Fusion in 2001 werd opgeheven tekende Mastroeni bij Colorado Rapids. Hij leidde in 2010, als aanvoerder, de Rapids naar hun eerste MLS Cup.
In juni 2013 werd Mastroeni naar landskampioen Los Angeles Galaxy gestuurd. Hij maakte zijn debuut voor de club op 19 juni 2013 in een thuiswedstrijd tegen Portland Timbers. Aan het einde van zijn eerste seizoen bij Los Angeles ging hij met pensioen.

## Interlandcarrière
Hij maakte zijn debuut voor de Verenigde Staten op 7 juni 2001 tegen Ecuador. Nadat Chris Armas een week voor het Wereldkampioenschap voetbal 2002 uitviel met een blessure, werd Mastroeni als vervanger opgeroepen. Hij kreeg een basisplaats tegen Portugal, die met 3-2 werd verslagen.
Op 2 mei 2006 werd Mastroeni opnieuw opgeroepen voor een WK. In een wedstrijd tegen Italië op het Wereldkampioenschap voetbal 2006 ontving Mastroeni een rode kaart na een tackle, waardoor hij de rest van het toernooi miste. De Verenigde Staten kwamen niet verder dan de eerste ronde.

## Trainerscarrière
Op 8 maart 2014 werd Mastroeni trainer van Colorado Rapids, waar hij zelf als speler twaalf seizoenen had gespeeld. Hij was de vervanger van Oscar Pareja die trainer was geworden bij FC Dallas. Op 15 maart 2014 speelde Colorado Rapids de eerste wedstrijd onder hun nieuwe coach. In Red Bull Arena werd met 1-1 gelijkgespeeld tegen New York Red Bulls.
Mastroeni was de coach van het MLS All-Stars team dat het op 30 juli opnam tegen Tottenham Hotspur. De wedstrijd werd met 2–1 gewonnen door de All–Stars. David Villa en Kaká scoorden namens de MLS. Harry Kane maakte het enige doelpunt voor 'Spurs'.